# مجلس قانون‌گذاری اسپانیا
کُرتِس خِنِرالِس (به اسپانیایی: Cortes Generales) مجلس قانون‌گذاری اسپانیا با نظام دو مجلسی است که از مجلس نمایندگان (مجلس سفلا) و سنا (مجلس علیا) تشکیل شده است. کرتس خنرالس قدرت اصلاح قانون اساسی و تصویب هر قانونی را دارد. علاوه بر آن مجلس سفلا قدرت عزل یا تأیید نخست‌وزیر و لغو هر تصمیم سنا (در صورت حمایت اکثریت) را نیز دارا می‌باشد.
مجلس نمایندگان یا مجلس سفلا از ۳۵۰ نماینده تشکیل شده است که تقریباً هر چهار سال از طریق برگزاری انتخابات مستقیم انتخاب می‌شوند. مجلس سنا نیز ۲۶۶ عضو دارد که ۲۰۸ نفر از آن‌ها از طریق برگزاری انتخابات در استان‌ها انتخاب می‌شوند و ۵۸ نفر نیز نمایندگانی هستند که توسط قانون‌گذاران بخش‌های خودمختار اسپانیا منصوب می‌گردند.
پادشاه اسپانیا، فلیپه ششم در برابر مجلس قانون‌گذاری اسپانیا اعلام پادشاهی کرد.